# モールドン・タウンFC
モールドン・タウン・フットボールクラブ（Maldon Town Football Club）は、イングランド、エセックス州モールドンを本拠地とするサッカークラブチームである。2008-2009シーズンはイスミアンリーグ・ディヴィジョン1・ノース（8部相当）に所属。

## タイトル

### 国内タイトル
- エセックス・シニアリーグ:1回

1984-1985

### 国際タイトル
- なし